# José Luis Pécker
José Luis Pécker (Madrid, 30 d'agost de 1927 - Madrid, 20 de desembre de 2007) fou un periodista espanyol, pare de la també periodista Beatriz Pécker, i de Cristina Pécker, casada amb el periodista Antonio Herrero.

## Biografia
Va començar la seva carrera com a locutor de ràdio, i al llarg dels anys 50 la seva veu es va fer popular des de les ones de la Cadena SER, on col·laborava, entre molts espais, en el concurs Un millón con casa y coche o a Cabalgata fin de semana el programa de Bobby Deglané, a qui després va substituir al capdavant del programa.
Poc després que Televisió Espanyola iniciés les seves emissions, es va incorporar també a l'Ens Públic, en el qual, al llarg dels anys, es va dedicar a la presentació, sobretot, de concursos com ara De 500 a 500.000, amb Carmina Alonso i Isabel Bauzá, Las Diez de últimas (1969), Cambie su suerte (1974) o sobretot Un millón para el mejor, al capdavant del qual va rellevar, el 1969, a Joaquín Prat.
El 1969 va col·laborar amb Andrés Pajares en el llançament de la cançó humorística Un sillón para el peor.
La seva última activitat professional la va desenvolupar a Antena 3 Radio, emissora a la qual es va incorporar el 1986 i en què va presentar diversos programes, com Viva la Gente o Lo mejor de la semana.
Va ser Premi Ondas el 1955 (Nacionals de Ràdio - Millor locutor per la seva tasca a Ràdio Madrid) i el 1958 (Nacionals de Ràdio - Millor locutor per la seva tasca a la Cadena SER).
Va morir el dia 20 de desembre de 2007 als 80 anys.